# Каблешково (Добричская область)
Каблешково (болг. Каблешково) — село в Болгарии. Находится в Добричской области, входит в общину Тервел. Население составляет 609 человек.

## Политическая ситуация
В местном кметстве Каблешково, в состав которого входит Каблешково, должность кмета (старосты) исполняет Шенол Мехмед Хасан (Движение за права и свободы (ДПС)) по результатам выборов.
Кмет (мэр) общины Тервел — Живко Жеков Георгиев (Болгарская социалистическая партия (БСП)) по результатам выборов.